# Pictonemobius arenicola
Pictonemobius arenicola är en insektsart som beskrevs av Mays och Gross 1990. Pictonemobius arenicola ingår i släktet Pictonemobius och familjen syrsor. Inga underarter finns listade i Catalogue of Life.